# Universität Malaysia Pahang
Die Universität Malaysia Pahang (UMP) (engl. University Malaysia Pahang, mal. Universiti Malaysia Pahang) in Kuantan im Bundesstaat Pahang ist eine 2002 gegründete staatliche Universität in Malaysia. Sie ist eine Universität mit dem Schwerpunkt in den Ingenieurwissenschaften.

## Geschichte
2002 wurde das „University College“ Kolej Universiti Kejuruteran & Teknologi Malaysia (KUKTEM) als staatliche Technische Hochschule gegründet. Im Oktober 2006 wurde die Hochschule in Universiti Malaysia Pahang umbenannt und erhielt den Universitätsstatus.

## Organisation
Das hauptamtliche Management wird durch den Vice-Chancellor geleitet. Dieser wird durch eine Board of Directors beaufsichtigt. Die Universität ist in folgende Fakultäten gegliedert.
- Faculty of Civil & Environmental Engineering
- Faculty of Chemical & Natural Resources Engineering
- Faculty of Electrical & Electronics Engineering
- Faculty of Mechanical Engineering
- Faculty of Computer Systems & Software Engineering
- Faculty of Industrial Sciences & Technology
- Faculty of Manufacturing Engineering & Technology Management